# Juan Gualberto Godoy
Juan Gualberto Godoy (Mendoza,12 de julio de 1793-ibídem, 16 de mayo de 1864) fue un militar, político y escritor argentino. Fue diputado por la provincia de San Juan en la primera legislatura del Congreso de la Confederación Argentina en 1854. Es conocido por haber sido el primer poeta de Mendoza y un precursor de la poesía gauchesca.

## Biografía
Nació en la ciudad de Mendoza en 1793, dedicándose de joven a la vitivinicultura en la hacienda de su padre. También trabajó en la Tesorería de la Real Hacienda.
En la guerra de la Independencia, se incorporó a la escolta del gobernador de Cuyo, José de San Martín, y en 1819 al regimiento de cazadores. También formó parte del ejército de Mariano Necochea como teniente.
En paralelo, se dedicó a la poesía y la literatura, en los comienzos del género gauchesco, como así también al periodismo, fundando y siendo redactor algunos periódicos en Mendoza como El Iris Argentino, El Huracán y El Coracero. Sus primeras poesías fueron publicadas localmente en 1820. Su obra más conocida, titulada El Corro, fue publicada tras la revolución de Francisco Solano del Corro. Parte de su obra se conservó luego por tradición oral, y en 1889 (ya fallecido) se publicaron sus poesías tras ser recuperadas.
Unitario se opuso a Juan Manuel de Rosas y apoyó la Liga del Interior. Partió al exilio en 1831, residiendo en Chile y Perú hasta 1852. En 1854, fue elegido diputado a la primera legislatura del Congreso de la Confederación Argentina en Paraná por la provincia de San Juan, desempeñando el cargo hasta 1856.
Perdió su hogar en el terremoto de Mendoza de 1861. Falleció en Mendoza a los 71 años, en 1864.